# Галина Димитрова
Галина Димитрова е българска тенисистка, родена на 11 април, 1978 г.
Състезателка за Фед Къп. Има две загуби за националния отбор.
Състезава се в американската колежанска лига, в отбора на университета North Georgia.
Печелила е турнира за девойки „Пеликан Боул“ в Дюни през 1994 г., а през 1993 г. достига до финал, но губи от Десислава Топалова. Европейска шампионка за девойки на двойки през 1996 г. в двойка с Десислава Топалова.
Най-доброто постижение на Галина Димитрова на сингъл е достигането ѝ до четвъртфинал на турнира в Букурещ с награден фонд $25 000 през 1996 г., където губи от Мариана Диас-Олива.

## Финали

### Титли на двойки (3)
| Година | Турнир | Категория    | Партньор             | Съперници                            | Резултат    |
| 1996   | Скопие | ITF $ 10 000 | Антоанета Панджерова | Марина Лазаровска Катарина Мишич     | 6-4 6-0     |
| 1997   | Велп   | ITF $ 10 000 | Десислава Топалова   | Ким Килсдонк Йоланда Менс            | 5-7 7-5 6-4 |
| -      | Албена | ITF $ 10 000 | Десислава Топалова   | Любомира Бачева Антоанета Панджерова | 7-5 6-1     |

### Загубени финали на двойки (4)
| Година | Турнир   | Категория    | Партньор           | Съперници                             | Резултат    |
| 1994   | Варна    | ITF $ 10 000 | Клаудия Тим        | Дора Джилянова Десислава Топалова     | 3-6 5-7     |
| 1995   | Катовице | ITF $ 10 000 | Десислава Топалова | Моника Кратохвилова Хана Сромова      | 3-6 6-4 3-6 |
| -      | Варна    | ITF $ 10 000 | Десислава Топалова | Дора Джилянова Павлина Стоянова       | 6-4 4-6 5-7 |
| 1996   | Албена   | ITF $ 10 000 | Десислава Топалова | Антоанета Панджерова Павлина Стоянова | 4-6 2-6     |